# Friedhofstourismus

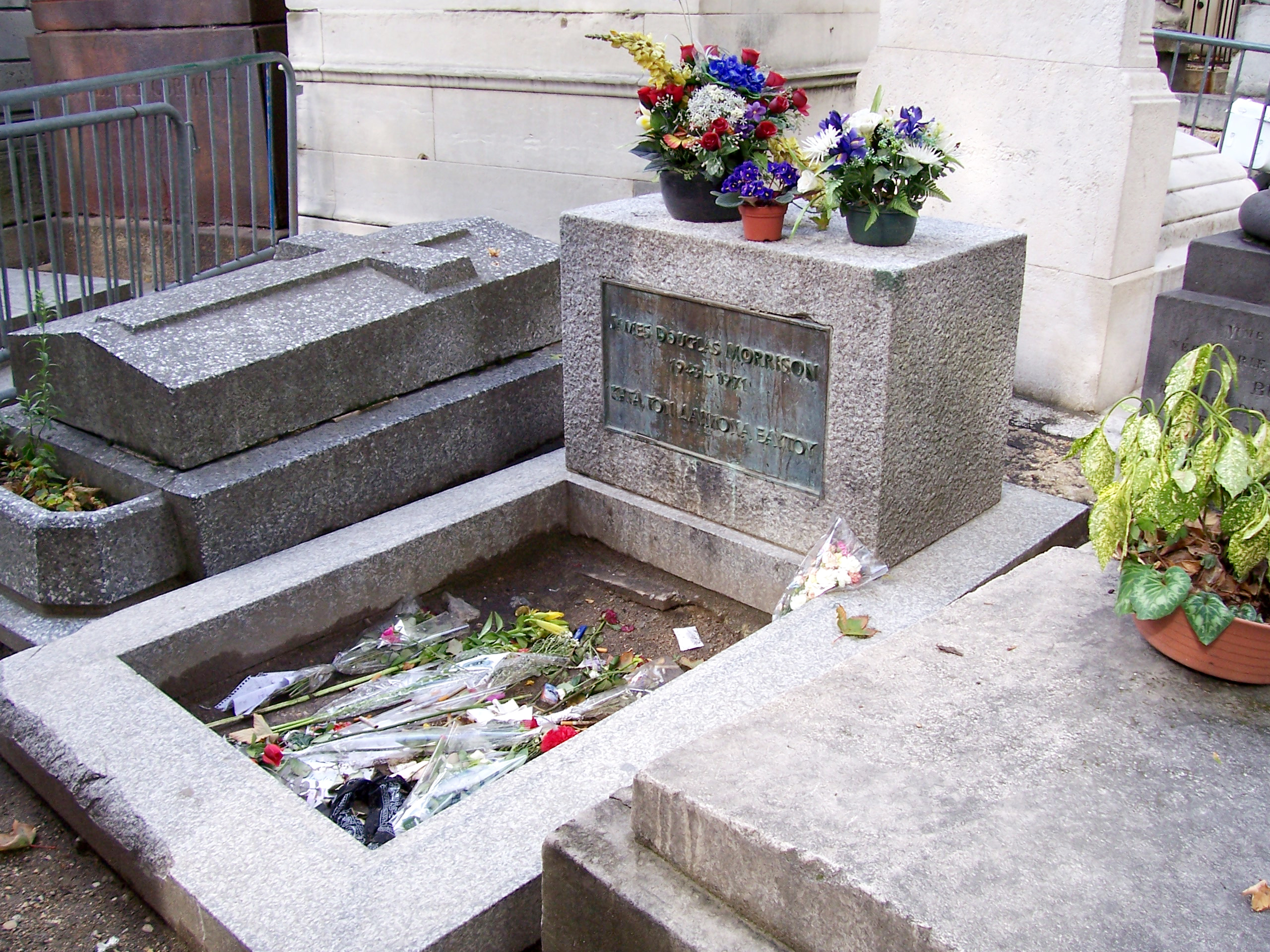
Grab von Jim Morrison mit niedergelegten Blumen

Als Friedhofstourismus bezeichnet man eine Art des Tourismus, bei dem Friedhöfe zum touristischen Ziel werden. Im weiteren Sinne ist es eine Art des Kulturtourismus.

## Geschichte
Ursprünglich fanden Wallfahrten zu heiligen Stätten und Grabstätten von Heiligen statt, dabei wurde das Weiterleben oder zumindest die Ortsnähe der Seele angenommen. Friedhofsreisen sind bereits im 12. und 13. Jahrhundert in Reiseführern zu den römischen Katakomben zu finden. So wurde allgemein das Besuchen von berühmten Grabstätten zur Tradition. „Der Wallfahrtstourismus war in ärmeren Gesellschaftskreisen oft die einzige Form touristischer Aktivität.“  Die Umgebung des Grabes und das historische Umfeld vermittelten eine Aura des Verstorbenen. Das Wahrnehmen der kulturhistorische Bedeutung in der Umgebung kann weitere Erlebnisse vermitteln. Im Speziellen wurden Friedhofsbesuche oder Friedhofsführungen Teil des Kulturtourismus oder private Ziele von Reisenden und Interessenten. Solche Besuche der Grabstätten bekannter Dichter wie Goethe wurden üblich, besondere Mausoleen oder auch historisch bedeutsame Grabanlagen sind Pilger- oder Besuchsziele. Das Aufsuchen von Grabstätten ist kein neuer Trend. Der Besuch der Grabstätten verstorbener Liebespaare durch Besucher war bereits in der Romantik im 19. Jahrhundert verbreitet, wie das Beispiel von Charlotte Stieglitz und Heinrich Wilhelm Stieglitz auf dem Sophienfriedhof in Berlin belegt. Teilweise fließt auch das, was heute unter Friedhofstourismus summiert wird, mit dem Kulturtourismus zusammen. Beispiele sind der Besuch der Pyramiden oder antiker Grabstätten. Dieser Trend geht bis ins 19. Jahrhundert zurück, als es für den „Bildungsbürger“ durch bessere Reisemittel möglich wurde und um in der Gesellschaft zu bestehen nötig wurde vor Ort gewesen zu sein.

## Tourismusziele

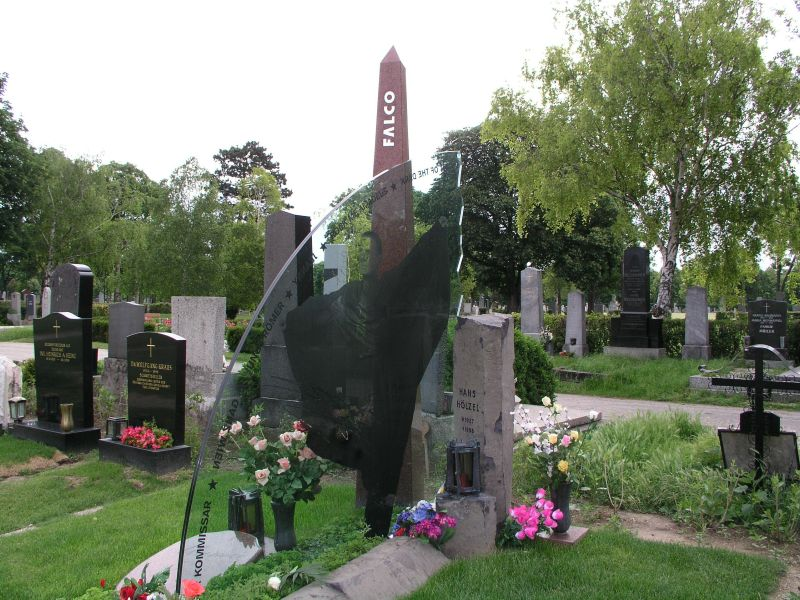
Falcos Grab auf dem Wiener Zentralfriedhof

„Friedhöfe dienen der Bestattung der Verstorbenen und der Trauerbewältigung der Lebenden. Darüber hinaus werden sie als Orte der Ruhe, Erholung und Begegnung genutzt. Sie sind kulturelles Gedächtnis der Stadt und haben gleichzeitig besondere Bedeutung für die Artenvielfalt und das Stadtklima.“

### Verehrung von Persönlichkeiten
Verstorbene Schauspieler, Politiker oder Musiker sind für die nachkommende Generation nicht mehr als „Idole“ erlebbar, ihre Wirkung im Geschichtsbewusstsein folgender Generationen bleibt erhalten. Begräbnisstätten werden von Kommunen oder Vereinen als touristische Attraktion beworben und Reisen im Programm von Touristikunternehmen aufgenommen. Beispielhaft seien die Gräber von Jim Morrison auf dem Friedhof Père-Lachaise in Paris oder das Grab von Elvis Presley genannt, die von den Fans aufgesucht werden. Solche Grabstätten werden im Weiteren Reiseziele von Tourismusanbietern. Die Verbundenheit mit dem Idol wird aktiv gepflegt, die Grabpflege von Falcos Grab auf dem Wiener Zentralfriedhof zählt zum Friedhofstourismus. Beispielsweise nehmen jährlich 20.000 Menschen an Führungen über den großen Ohlsdorfer Friedhof in Hamburg teil. Der Friedhof in Zakopane wurde Teil von Reisen ins Tatra-Gebirge und er ist eine touristische Attraktion, er wird in Reiseführern beschrieben und ist Werbemotiv für Zakopane in Prospekten. Er wandelte sich vom Beerdigungsplatz und Erinnerungsort zum touristischen und symbolischen Ort. Reiseanbieter nutzen Friedhöfe als Ziele, oft handelt es sich um Parkfriedhöfe oder einfach um den ruhigen Ort mit sauberer Luft. Die Friedhöfe in Paris (Père-Lachaise), Wien (Zentralfriedhof), London („Highgate ein Muss für »Cemetery-Spotter«“) oder Berlin (Jüdischer Friedhof Weißensee, Dorotheenstädtischer Friedhof) sind Ziele einer Reise und führen zum Verständnis von Geschichte. In Nürnberg sind es Gräber von Albrecht Dürer, Hans Sachs und Veit Stoß, die auf dem Johannisfriedhof – wegen der Rosenbüsche Rosenfriedhof genannt – mit historischen Sehenswürdigkeiten ein Touristenziel im Rahmen von Friedhofstourismus sind und ein Zielort der „Historischen Meile Nürnbergs“.

### Gemeinsame Erinnerung
Für Kriegsveteranen bieten die Kriegsgräber gefallener Kameraden ein Ziel einerseits der Erinnerung andererseits der Traditionspflege und der Trauerbewältigung. Der Arlington National Cemetery in Washington D.C. mit der Ruhestätte von über 300.000 Gefallenen auf über 81 Hektar Fläche wird häufig besucht, oft sind dies organisierte Reisen und Reisegruppen. Amerikanische Kriegsveteranen besuchen zum anderen in touristischen Gruppen die Soldatenfriedhöfe in Europa und werden dabei von Spezialreisebüros unterstützt. Für Kriegskameraden ist auch das Aufsuchen von Stätten der Opfer von Krieg und Gewaltherrschaft, beispielsweise am Volkstrauertag eine Form der Erinnerung. Ein Besuch der Grabstätten im polnischen Schlesien ist für deutsche Um- und Aussiedler Anlass zu einer Reise in die vergangene Heimat und zu Hinterbliebenen zu machen.

### Nebenplätze
Mitunter sind Gräber nicht das touristische Reiseziel, sondern werden als lokale Sehenswürdigkeit aufgesucht oder sind im Reiseprogramm enthalten. In Santa Clara auf Kuba kann man Che Guevara als Statue vor und als Idol der kubanischen Revolution in seinem Mausoleum aufsuchen. Beim Besuch von Leningrad sind Angebote zum Friedhofsbesuch enthalten. Andererseits kommen russische Veteranen zu den Ehrenmalen in Berlin. Beim Besuch von Friedhofen handelt es sich um den Kontakt zur Kultur des Gastlandes oder Gastortes. Friedhöfe sind Kulturgüter in geschichtlicher und regionaler Hinsicht, Anlass oder Grund solcher Besuche können unterschiedlicher Art sein.

## Übertragene Bedeutung
„Es gibt ihn wirklich, den Begriff: Friedhofstourismus. Preisbewusste Schnäppchenjäger verstehen darunter eine Fahrt ins Ausland, wo man billiger als bei uns bestattet werden kann.“ In „abgewandelter“ und abwertender Bedeutung steht „Friedhofstourismus“ für das aktive Mitnehmen von Urnen oder „Begrabenen“ zu neuen Bestattungsplätzen am neuen Siedlungsort. Dieser zunehmende Trend der Globalität führt zu häufigen Umbettungen. Hierbei steht nicht die Totenruhe, sondern die kurzen Wege zum Friedhof am neuen Wohnsitz im Vordergrund. Meist ist keine Begrenzung der Begräbnisplätze auf einen bestimmten Personenkreis in Friedhofsordnungen festgelegt. Mit dieser Freizügigkeit kann der Friedhof nach anderen Kriterien als es der Pietät entspricht gewählt werden. Es werden von Bestattern organisierte oder durch Privatpersonen durchgeführte Reisen für eine solche Auswahl ebenfalls mit dem Begriff „Friedhofstourismus“ umschrieben. In erweitertem Sinne ist wohl auch die organisierte Fahrt der Nachkommen mit dem Bestattungsunternehmen zum Krematorium darunter zu sehen. Für diese aktive Form haben sich im Internet Find a Grave, PoliticalGraveyard.com und ähnliche Webseiten entwickelt. Neben dem „Umzug“ von Nachkommen mit den Urnen ihrer Vorfahren, ist aber auch die Fahrt zur Suche von preiswerteren Friedhöfen mit dem Stichwort „Friedhofstourismus“ belegt.